# Burton Agnes
Burton Agnes is een civil parish in het bestuurlijke gebied East Riding of Yorkshire, in het Engelse graafschap East Riding of Yorkshire met 497 inwoners.